# ژاکوپ آنجلو

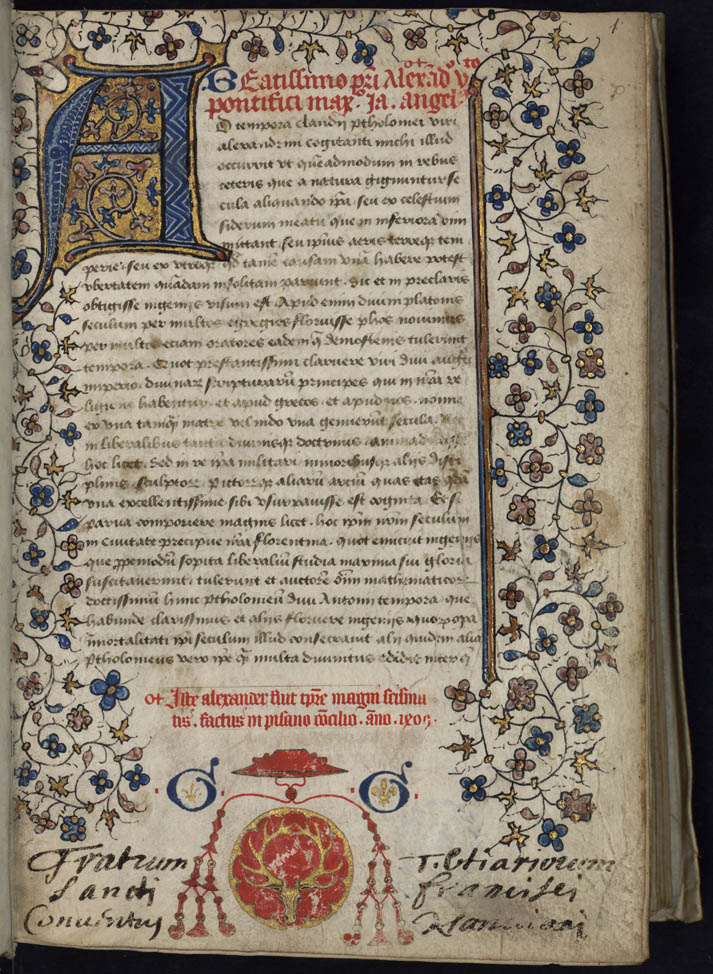
قسمتی از ترجمه ژاکوپ آنجلو از جغرافیای بطلمیوس.

ژاکوپ آنجلو یا جیاکومو (۱۳۶۰–۱۴۱۱)، که بیشتر با نام لاتین خود ژاکوبوس آنجلوس (به لاتین:Jacobus Angelus) شناخته می‌شود، دانشمند و انسان‌گرای ایتالیایی در دوران رنسانس بود. او که به خاطر روستای اسکارپریا در موگلو در جمهوری فلورانس اسکارپریا نامگذاری شده بود، به ونیز سفر کرد، جایی که مانوئل کریسولوراس، سفیر مانوئل پالئولوگ، زبان یونانی را تدریس می‌کرد، این اولین دوره در ایتالیا برای چندین قرن بود.
اسکارپریا به همراه کریسولوراس به قسطنطنیه بازگشت و به عنوان اولین فلورانسی به همراه گوارینو دا ورونا این کار را انجام داد. در امپراتوری بیزانس، او ادبیات و تاریخ یونان را زیر نظر دمتریوس کیدونس مطالعه کرد.
وی جغرافیای بطلمیوس را در سال ۱۴۰۶ به لاتین ترجمه کرد. او ابتدا آن را به پاپ گریگوری نهم و سپس (در ۱۴۰۹) به پاپ اسکندر پنجم تقدیم نمود. وی همچنین متون جدیدی از هومر، ارسطو و افلاطون را مورد توجه محققان غربی قرار داد.

## مطالعات اولیه یونانی در اروپا
ژاکوپ آنجلو یکی از اولین انسان گرایانی بود که متون یونانی را مطالعه کرد و سعی کرد متون یونانی را ترجمه کند. افسانه‌های زیادی در مورد مطالعه زبان یونانی در آن دوره وجود دارد. اول این که پس از سقوط رم هیچ‌کس نتوانست به دانش یونانی دسترسی داشته باشد و دیگری این بود که یونانی پس از سقوط قسطنطنیه به اروپای غربی آمد. دیدگاه تازه ای که اومانیست برای مطالعه یونانی به ارمغان آورد تمایل به خواندن این متون به خاطر خودشان بود. مطالعات اولیه یونانی در قرون وسطی را می‌توان در دربار شارلمانی در قرن ۸ میلادی جستجو کرد. در کوریای پاپ، نسخه‌های خطی یونانی وجود داشت و مردان می‌توانستند آنها را بخوانند و همچنین بخش‌های بزرگی از سیسیل و جنوب اروپا به زبان یونانی صحبت می‌کردند. دانشمندان یونانی سیسیلی مسئول ترجمه بسیاری از نویسندگان یونان باستان بودند. شورای وین در سال ۱۳۱۲ میلادی همچنین آموزش یونانی را در کلیسا، در میان زبان‌های دیگر، سفارش داد. حتی مناطق غربی انگلستان سابقه مطالعات یونانی داشتند. آکسفورد در حدود سال ۱۳۲۰ میلادی یک مکان رسمی برای آموزش زبان یونانی ایجاد کرد گرچه مطالعات یونانی را می‌توان حتی به روبرت گروسیتیست، اسقف لینکلن در اوایل قرن سیزدهم، نسبت داد. او مسئول ترجمه برخی از آثار ارسطو بود. این نشان می‌دهد که آنجلو و دیگر انسان گرایان یونانی زمان خود دست به کار جدیدی نمی‌زدند، بلکه بر پایه سنتی بودند که در قرون وسطی قدمت داشت، هرچند سنتی که به‌طور متناوب انجام می‌شد و در قرن ۱۱ میلادی کمی سرکوب شد، فقط برای در قرن ۱۲ میلادی احیا شود.

## آثار ترجمه شده
ترجمه‌های متون معروف ژاکوپ آنجلو به یونانی و لاتین وی را در این دوره از شخصیتی نیمه مهم ساخته‌است. او بسیاری از آثار پلوتارک را ترجمه کرد.
معروف‌ترین ترجمه او از زبان یونانی به لاتین کتاب جغرافیای بطلمیوس است که به دلیل ترجمه نادرست توسط آنجلو و همچنین بی‌اعتبار بودن آن به عنوان یک متن انتقادی به دلیل نادرستی‌های علمی متعدد مورد انتقاد قرار می‌گیرد. ترجمه آثار بطلمیوس توسط آنجلو به آثار بطلمیوس اجازه داد تا پرفروش شود، اگرچه اطلاعات آن تا حدی نادرست بود و باعث شد محبوبیت ترجمه‌های آنجلو در جریان جنبش رنسانس کاهش یابد. این متون به ویژگی اصلی آن دوره تبدیل شد و در محافل مختلف شناخته شد. این متن به ویژگی اصلی آن دوره تبدیل شد و در بین محافل مختلف خوانده شد. با این حال، آنجلو به دلیل ترجمه‌های نادرست خود، تمسخر و عدم احترام بسیاری از معاصران خود را دریافت کرد.